# لیندسی رز
لیندسی رز (انگلیسی: Lindsay Rose؛ زادهٔ ۸ فوریهٔ ۱۹۹۲) بازیکن فوتبال اهل فرانسه است.
از باشگاه‌هایی که در آن بازی کرده‌است می‌توان به باشگاه فوتبال والنسین، باشگاه فوتبال لوریان، باشگاه فوتبال باستیا، باشگاه فوتبال المپیک لیون، و باشگاه فوتبال آریس سالونیک اشاره کرد.
وی همچنین در تیم‌های ملی فوتبال Mauritius national under-17 football team، زیر ۱۸ سال فرانسه، زیر ۱۹ سال فرانسه، زیر ۲۰ سال فرانسه، زیر ۲۱ سال فرانسه، و موریس بازی کرده‌است.